# Montejaque
Montejaque ist eine Gemeinde in der autonomen Gemeinschaft Andalusien, in der Comarca Serranía de Ronda, ca. 140 km entfernt von der Hauptstadt der
Provinz Málaga. Die Einwohner heißen Montejaqueños.
Wie die Nachbargemeinde Benaoján unterhält auch Montejaque eine Partnerschaft mit der baden-württembergischen Stadt Knittlingen (Deutschland).
Die Cueva del Hundidero ist eine Höhle in Montejaque.